# Fatih Kısaparmak
 (janvier 2012).
Fatih Kısaparmak est un auteur-compositeur-interprète de folklore turc, né le 31 janvier 1961 dans la province de Elâzığ, en Turquie. Il est réputé être un virtuose du saz, instrument à corde à manche long et doté d'une caisse de résonance ovale et bombée à l'arrière, de la famille du luth.

## Biographie

### Le fils de fonctionnaires
Fils de Yıldız hanım, institutrice au niveau primaire et de Necip Bey,directeur de collège puis d'un institut de formation des enseignants et auteur, Fatih Kısaparmak voit le jour à Maden (littéralement minerai), dans la province d'Elâzığ, en Anatolie centrale.

### Un artiste polymorphe
Fatih Kısaparmak commence son apprentissage musical au Conservatoire National d'Ankara. Artiste accompli et polymorphe, il œuvre en même temps à la station de radio nationale TRT et à la galerie nationale des Beaux-arts. Lycéen, il collabore à titre de reporter photo à l'Assemblée nationale turque, au service du journal étudiant. Amoureux de la langue turque, il publiera ses premiers essais et poèmes dans la revue Varlık (L'Existence), sur les bancs de l'université.

## Son œuvre

### Ses premiers succès
C'est en 1985 que Fatih Kısaparmak fait ses débuts comme auteur et compositeur. Son premier titre, Kilim, atteint des records de vente et de cote d'écoute en Turquie. Hautement poétique et originale, cette chanson d'amour fait référence au kilim, un tapis de laine traditionnellement tissé à la main en Anatolie centrale et de l'Est, d'où son auteur est originaire. 

### Son message et son style
Excellent joueur de saz, Fatih Kısaparmak se distingue dans le genre "türkü" ou "türk halk müziği" (littéralement, « chanson du peuple turc », ou simplement folklore) de la musique turque. Issu de la classe moyenne dans un pays alors en majorité rural, Fatih Kısaparmak est en quelque sorte le chanteur « du peuple », flattant les campagnes mais n'hésitant pas à s'élever contre le poids des interdits. Sa chanson Kilim évoque sur un ton joyeux un homme amoureux à qui on aurait empêché d'exprimer ses sentiments, car ce serait « tabou » (ayıp), « péché » (günah).
Adepte d'un style poétique le plus souvent triste, ses thèmes de prédilection sont la séparation amoureuse et les rendez-vous manqués de la vie (Odam kireç tutmuyor, Mor salkımlı sokak, "La Rue aux grappes violettes") mais aussi la figure paternelle (Bu adam benim babam, "Mon père, cet homme").
De nature modeste et réfractaire à la surmédiatisation, il ne fait que très rarement parler de lui dans les médias turcs. Résolument humaniste, il a pris part à de nombreux concerts de soutien pour des causes diverses, notamment les séismes de la région de Marmara en 1999 ou encore un coup de grisou à Zonguldak (région de la mer Noire).
Ses succès lui ont valu quelques surnoms affectifs en Turquie, tels que le "Poète moderne", "Monsieur Kilim" ou encore "Père Folklore" (Türkü Baba). En l'espace de trente ans de carrière, il a produit 17 albums et signé plus de 200 textes de chansons.

### Discographie
Traduction libre et partielle
- Kilim (Kilim) (1987)
- Yarına Kaç Var (Combien d'heures jusqu'à demain) (1989)
- Cemre Düşünce (1990)
- Güneşi Biz Uyandırdık (Nous avons réveillé le soleil) (1991)
- Portakal Çiçeğim (Ma Fleur d'oranger) (1992)
- Hoşçakal (Au revoir) (1994)
- Mozaik 1 (1995)
- Dicle'nin Oğlu (Le Fils du Tigre) (1996)
- Olur Mu Böyle Hasan (Est-il possible ainsi Hasan) (1998)
- Mor Salkımlı Sokak (La Rue aux grappes violettes) (1999)
- Ve Senin Siirlerim (1999)
- Bu Dağ Ne Rüzgârlar Gördü (Cette montagne en a vu des bourrasques) (2000)
- Vay Benim Hayallerim (Mes doux rêves) (2001)
- Sevdaysa Sevda, Kavgaysa Kavga (2003)
- Ben İki Kere Ağladım (J'ai pleuré par deux fois) (2004)
- Belki Dönemem Anne (Je pourrais ne pas rentrer, Maman)(2007)
- Aşk Ve Özgürlük İçin (Pour l'Amour et la Liberté) (2009)

## Vie privée
Tout à son opposé, Fatih Kısaparmak est marié depuis 1991 à une femme hautement médiatique, la journaliste et présentatrice de la télévision nationale turque Şebnem Kısaparmak. Ils ont deux garçons : Ozan et Kaan.